# Conchoeciinae
Sous-famille
Les Conchoeciinae sont une sous-famille de crustacés de la classe des ostracodes, de la sous-classe des Myodocopa, de l'ordre des Halocyprida, du sous-ordre des Halocypridina et de la famille des Halocyprididae.

## Liste des genres
- Alacia Martens 1979
- Boroecia Poulsen 1973
- Conchoecetta Claus 1890
- Conchoecia Dana, 1853
- Conchoecilla Claus 1890
- Conchoecissa Claus 1890
- Discoconchoecia Martens 1979
- Gaussicia Poulsen 1973
- Loricoecia Poulsen 1973
- Macroconchoecia Granata and Caporiacco, 1949
- Metaconchoecia Kock 1992
- Mikroconchoecia Claus 1890
- Mollicia Poulsen 1973
- Obtusoecia Martens 1979
- Orthoconchoecia Martens 1979
- Paraconchoecia Claus 1890
- Paramollicia Poulsen 1973
- Platyconchoecia Poulsen 1973
- Porroecia Martens 1979
- Proceroecia Kock 1992
- Pseudoconchoecia Claus 1890